# Laophontella horrida
Laophontella horrida är en kräftdjursart som först beskrevs av Por 1964.  Laophontella horrida ingår i släktet Laophontella och familjen Tetragonicipitidae. Inga underarter finns listade i Catalogue of Life.